# Congresso Internazionale di Saint-Imier
Il Congresso internazionale riunitosi a Saint-Imier in Svizzera il 15 e 16 settembre 1872 segnò la definitiva divisione in due tronconi della Associazione Internazionale dei Lavoratori. Venne convocato dalla corrente bakuninista (antiautoritaria) della Prima Internazionale che rifiutava la legittimità del congresso riunitosi dal 2 al 7 settembre 1872 a L'Aja.

## Premesse
Nel corso del 1871-1872 i contrasti tra l'ala bakuninista e quella marxista in seno alla Prima Internazionale andarono approfondendosi. Nel novembre 1871 i delegati della Fédération Jurassienne e alcuni espatriati residenti a Ginevra si riunirono a Sonvilier (l'incontro è noto come Conferenza di Sonvilier) e vi approvarono una circolare in cui accusavano Marx di voler "introdurre nell'Internazionale lo spirito autoritario" attraverso una rigida centralizzazione, rivendicavano il mantenimento del "principio dell'autonomia delle sezioni" ed un'organizzazione di stampo federalista. La circolare ottenne adesioni non solo nelle federazioni italiana e spagnola (già vicine a Bakunin) ma anche in Belgio, Olanda e Inghilterra.

La Federazione italiana si riunì dal 4 al 6 agosto 1872 nella Conferenza di Rimini; qui vennero condannate aspramente le posizioni di Marx e il Consiglio generale dell'Internazionale venne accusato di aver scelto deliberatamente per il successivo congresso internazionale (2-7 settembre 1872) la sede decentrata dell'Aja allo scopo di ostacolare la partecipazione delle sezioni vicine a Bakunin. La Federazione italiana decise quindi di non partecipare al congresso dell'Aja proponendo la convocazione di un "Congresso generale antiautoritario" a Neuchatel in Svizzera.

In queste condizioni il congresso dell'Aja vide una ridotta partecipazione degli antiautoritari, Marx poté agevolmente imporre le proprie posizioni, Bakunin e Guillaume vennero espulsi e la sede dell'Internazionale venne trasferita a New York.

## Il Congresso
Il 15 e 16 settembre 1872 si riunirono a Saint-Imier delegati delle federazioni italiana, spagnola e del Giura. Erano rappresentate anche sezioni francesi e degli Stati Uniti. Tra i delegati Bakunin, Carlo Cafiero, Errico Malatesta, Andrea Costa, Giuseppe Fanelli, Lodovico Nabruzzi, James Guillaume, i comunardi Jean-Louis Pindy, Gustave Lefrançais e Adhémar Schwitzguébel.

Il congresso si proclamò legittimo rappresentante della Associazione Internazionale dei Lavoratori disconoscendo la validità del congresso dell'Aja. Venne condannata la partecipazione all'attività politica e la concezione marxista di uno Stato operaio e venne stabilito che lo scopo da raggiungere era "la creazione di un'organizzazione economica assolutamente libera e di un regime federativo basato sul lavoro e sull'eguaglianza e del tutto indipendente da ogni governo politico"; si proclamò di conseguenza che "la distruzione di qualsiasi tipo di potere politico è il primo compito del proletariato".

## L'Internazionale antiautoritaria
Nasceva così quella che verrà poi definita Internazionale antiautoritaria o Internazionale di Saint-Imier. Mentre il troncone marxista si dissolse rapidamente l'Internazionale di Saint-Imier riuscì ad acquisire progressivamente anche l'adesione delle sezioni belga, olandese, dei lassalliani tedeschi e la partecipazione della sezione inglese.

l'Internazionale antiautoritaria celebrò altri quattro congressi:
- Congresso di Ginevra (Svizzera), dal 1º al 6 settembre 1873.
- Congresso di Bruxelles (Belgio), dal 7 al 12 settembre 1874.
- Congresso di Berna (Svizzera), dal 26 al 29 ottobre 1876.
- Congresso di Verviers (Belgio), dal 6 all'8 settembre 1877.

La forte repressione a cui furono sottoposte le federazioni italiana, spagnola e francese e i dissidi tra anarchici e riformisti (belgi di Cesar de Paepe, lassalliani e inglesi) portarono progressivamente alla dissoluzione anche questo troncone della Prima Internazionale.

## Incontri commemorativi
A Saint-Imier si sono tenuti periodicamente degli incontri anarchici internazionali per commemorare il congresso del 1872
- 15-16 settembre 1922. Parteciparono un centinaio di militanti provenienti da tutta Europa tra cui Errico Malatesta unico superstite del congresso del 1872[7].
- 17 settembre 1972[8].
- 9-12 agosto 2012[9].